# Herminio Miranda
Herminio Antonio Miranda Ovelar (ur. 7 maja 1985 w Itá) – paragwajski piłkarz występujący na pozycji środkowego obrońcy, obecnie zawodnik Olimpii.

## Kariera klubowa
Miranda rozpoczynał swoją karierę jako dwudziestolatek w drużynie General Caballero ze stołecznego miasta Asunción, w której barwach w 2005 roku zadebiutował w paragwajskiej Primera División. Od razu wywalczył sobie pewne miejsce w wyjściowej jedenastce, lecz mimo to nie zdołał uchronić swojego klubu przed spadkiem do drugiej ligi na koniec sezonu. On sam pozostał jednak w najwyższej klasie rozgrywkowej, podpisując kontrakt z absolutnym beniaminkiem pierwszej ligi – 2 de Mayo z miasta Pedro Juan Caballero. Podczas gry w tej drużynie zdobył premierowego gola w lidze paragwajskiej, 19 sierpnia 2006 w wygranej 3:2 konfrontacji z 12 de Octubre. Ogółem w 2 de Mayo spędził półtora roku w roli podstawowego zawodnika, nie odnosząc większych sukcesów, po czym przeszedł do chilijskiej ekipy CD Huachipato z siedzibą w Talcahuano. Tam również nie zanotował żadnego osiągnięcia, jednak pełnił rolę kluczowego punktu linii defensywnej, jedynego gola w chilijskiej Primera División strzelając 24 lutego 2008 w przegranym 1:4 pojedynku z Audax Italiano.
Latem 2008 Miranda powrócił do ojczyzny, podpisując umowę ze stołecznym Club Nacional. Również tam z miejsca zaczął odgrywać kluczową rolę w drużynie i został czołowym obrońcą w lidze paragwajskiej, a podczas jesiennego sezonu Clausura 2009 wywalczył z nią pierwsze w swojej karierze mistrzostwo Paragwaju, w tym samym roku biorąc również udział w pierwszym międzynarodowym turnieju w karierze, Copa Libertadores. Kolejny tytuł mistrzowski zdobył z Nacionalem półtora roku później, w wiosennych rozgrywkach Apertura 2011, a ogółem barwy klubu z dzielnicy Barrio Obrero przywdziewał przez cztery lata. W połowie 2012 roku po raz kolejny wyjechał za granicę, tym razem do Meksyku, gdzie zasilił zespół Puebla FC. W Liga MX zadebiutował 20 lipca 2012 w przegranym 0:2 spotkaniu z Tijuaną, natomiast pierwsze i zarazem jedyne trafienie zanotował 28 października tego samego roku w przegranym 1:2 meczu z Atlante.
Na początku 2013 roku Miranda powrócił do Paragwaju, przechodząc do stołecznego Club Olimpia.
| Sezon     | Klub              | Kraj     | Rozgrywki        | Mecze | Bramki |
| --------- | ----------------- | -------- | ---------------- | ----- | ------ |
| 2005      | General Caballero | Paragwaj | Primera División | 18    | 0      |
| 2006      | Club 2 de Mayo    | Paragwaj | Primera División | 17    | 2      |
| 2007      | Club 2 de Mayo    | Paragwaj | Primera División | 14    | 1      |
| 2007      | CD Huachipato     | Chile    | Primera División | 19    | 0      |
| 2008      | CD Huachipato     | Chile    | Primera División | 19    | 1      |
| 2008      | Club Nacional     | Paragwaj | Primera División | 13    | 0      |
| 2009      | Club Nacional     | Paragwaj | Primera División | 39    | 3      |
| 2010      | Club Nacional     | Paragwaj | Primera División | 42    | 5      |
| 2011      | Club Nacional     | Paragwaj | Primera División | 38    | 7      |
| 2012      | Club Nacional     | Paragwaj | Primera División | 12    | 2      |
| 2012/2013 | Puebla FC         | Meksyk   | Liga MX          | 14    | 1      |
| 2013      | Club Olimpia      | Paragwaj | Primera División |       |        |